# Molophilus (Molophilus) gilvus
Molophilus (Molophilus) gilvus is een tweevleugelige uit de familie steltmuggen (Limoniidae). De soort komt voor in het Australaziatisch gebied.